# Геометрическая криптография
Геометрическая криптография — теоретические криптографические методы, в которых сообщения и шифротексты представлены в виде геометрических величин: углов, отрезков, а вычисления проводятся с помощью циркуля и линейки. Основана на сложности решения определенного класса геометрических задач, например, трисекции угла.
Геометрическая криптография не имеет практического применения, но её предлагается использовать в педагогических целях, чтобы наглядно продемонстрировать принципы криптографии такие, как протокол с нулевым разглашением информации. Идея геометрической криптографии, а именно: идентификации с помощью трисекции угла, была предложена в неопубликованной работе в 1997 году. Является примером криптографии в нестандартной модели вычислений.

## Аксиоматика
Современная теория вычислений построена на применении логических операций к последовательности бит. Невозможность решения проблемы трисекции угла может быть использована в качестве аналога проблемы остановки. В результате чего, можно построить теорию вычислений, основанную на других канонических понятиях.
Простейшие операции, осуществимые с помощью циркуля и линейки на плоскости:
- Через две данные точки {\displaystyle A} и {\displaystyle B} можно провести прямую {\displaystyle AB}, притом единственную.
- Две различные перескающиеся прямые имеют точку пересечения, притом единственную.
- Пусть {\displaystyle A} и {\displaystyle B} различные точки, то всегда существуют различные точки {\displaystyle C_{1},C_{2},C_{3}}, несовпадающие с точками {\displaystyle A} и {\displaystyle B}, удовлетворящие следующим условиям:

1. {\displaystyle C_{1}\in AB}
2. {\displaystyle C_{2}\in } прямой {\displaystyle AB,} {\displaystyle B\in AC_{2}}
3. {\displaystyle C_{3}\not \in AB}

- Пусть {\displaystyle AB} — отрезок, {\displaystyle CD} — луч. Тогда существует точка {\displaystyle E\in CD}, такая что {\displaystyle AB} и {\displaystyle CE} конгруэнтны.
- Имея окружность и пересекающую её прямую, можно получить точки их пересечения.

Имея данные операции, можно показать, что выполнимы более сложные задачи, такие как бисекция угла, построение перпендикуляра к прямой. 
В криптографии необходимо уметь генерировать секрет, который не может быть получен посторонними лицами, то есть в данном случае восстановлен с помощью циркуля и линейки. Для этого требуется еще одна дополнительная аксиома:
- Возможно выбрать точку принадлежащую единичному кругу.

## Трисекция угла
Трисекция угла с помощью циркуля и линейки является невыполнимой задачей. Обратная задача (построение угла в три раза большего, чем данный) является разрешимой при тех же условиях. Таким образом, трисекция угла представляет собой аналог односторонней функции в данной модели.

### Протокол идентификации
Алиса (доказывающая сторона) должна подтвердить свою личность Бобу (проверяющей стороне).
Инициализация: Алиса случайным образом генерирует угол {\displaystyle \angle X_{A}}, публикует угол в три раза больший {\displaystyle \angle Y_{A}=3\angle X_{A}}. При этом Алиса может быть уверена, что угол {\displaystyle \angle X_{A}} известен только ей.
Протокол:
1. Алиса передает Бобу угол {\displaystyle \angle R=3\angle K}, где угол {\displaystyle \angle K} выбран случайно.
2. Боб бросает монетку и сообщает Алисе результат.
3. Если выпадает "орел", Алиса передает Бобу угол {\displaystyle \angle K}, и Боб проверяет, что {\displaystyle \angle R=3\angle K}. В противном случае, Алиса передает Бобу угол{\displaystyle \angle L=\angle K+\angle X_{A}}, Боб проверяет, что {\displaystyle 3\angle L=\angle R+\angle Y_{A}}.

Описанная выше последовательность шагов повторяется {\displaystyle t} раз независимо. Боб подтверждает личность Алисы тогда и только тогда, когда все {\displaystyle t} итераций протокола завершились корректно. Постороннее лицо, не знающее ключ {\displaystyle \angle X_{A}}, не может построить оба угла {\displaystyle \angle L,\angle K}, иначе это значило бы, что возможно построить угол {\displaystyle \angle X_{A}=\angle L-\angle K}.
После успешного выполнения операций можно утверждать с вероятностью {\displaystyle P(t)=1-2^{-t}}, что доказывающая сторона знает ключ {\displaystyle \angle X_{A}}.
Также можно показать, что данный протокол является протоколом с нулевым разглашением информации.
Доказательство:
Пространство событий с точки зрения Боба состоит из исходов двух типов: {\displaystyle (\angle R,0,\angle K),} {\displaystyle (\angle R,1,\angle L)}.
Для имитации первого случая Бобу достаточно взять случайный угол {\displaystyle \angle K} и угол {\displaystyle \angle R=3\angle K}. Случайно выбирая угол {\displaystyle \angle L} и выражая {\displaystyle \angle R} из соотношения {\displaystyle 3\angle L=\angle R+\angle Y_{A}}, Боб может имитировать второй случай.
Таким образом Боб может полностью имитировать свое взаимодействие с Алисой, а значит не получает никакой информации о ключе {\displaystyle \angle X_{A}}.

### Протокол аутентификации
Протокол идентификации может быть преобразован в протокол аутентификации. Пусть {\displaystyle m} - сообщение, которое Алиса хочет аутентифицировать:
Инициализация: Для данного протокола Алисе необходимы два ключа {\displaystyle \angle X_{A1},\angle X_{A2}}. Публикуются углы {\displaystyle \angle Y_{A1}=3\angle X_{A1},}{\displaystyle \angle Y_{A2}=3\angle X_{A2}}. Для аутентификации  сообщения {\displaystyle m} Алиса доказывает Бобу, что ей известен угол {\displaystyle \angle Z=m\angle X_{A1}+\angle X_{A2}} , используя описанный ранее протокол идентификации.
Протокол:
1. Алиса передает Бобу угол {\displaystyle \angle R=3\angle K}, где угол {\displaystyle \angle K} выбирается случайно.
2. Боб кидает монетку и сообщает Алисе о результате в виде {\displaystyle b\in \{0,1\}}.
3. Алиса отправляет Бобу угол {\displaystyle \angle L=\angle K+b(m\angle X_{A1}+\angle X_{A2})}. Боб проверяет, что {\displaystyle 3\angle L=\angle R+b(m\angle Y_{A1}+\angle Y_{A2})}.